# Павленки (Полтавская область)
Павленки (укр. Павленки) — село,
Вишняковский сельский совет,
Хорольский район,
Полтавская область,
Украина.
Код КОАТУУ — 5324881209. Население по переписи 2001 года составляло 20 человек.

## Географическое положение
Село Павленки находится на расстоянии в 1 км от села Ялосовецкое.
Рядом проходит автомобильная дорога М-03.

## История
Село указано на трехверстовке Полтавской области. Военно-топографическая карта.1869 года 